# Amphoe Pueai Noi
Amphoe Pueai Noi (Thai: อำเภอ เปือยน้อย) ist ein Landkreis (Amphoe – Verwaltungs-Distrikt) in der Provinz Khon Kaen. Die Provinz Khon Kaen liegt in der Nordostregion von Thailand, dem so genannten Isan.

## Geographie
Benachbarte Landkreise (von Süden im Uhrzeigersinn): die Amphoe Nong Song Hong und Ban Phai in der Provinz Khon Kaen, sowie die Amphoe Kut Rang und Na Chueak der Provinz Maha Sarakham.

## Geschichte
Phueai Noi wurde am 17. Januar 1977 zunächst als „Zweigkreis“ (King Amphoe) eingerichtet, indem die zwei Tambon Phueai Noi und Wang Muang vom Amphoe Ban Phai abgetrennt wurden. 
Am 4. Juli 1994 wurde er dann zum Amphoe heraufgestuft.

## Sehenswürdigkeiten
- Prasat Pueay Noi (Thai: ปราสาทเปือยน้อย) – gut erhaltene Anlage aus der Khmer-Zeit, liegt etwa 78 Kilometer südlich der Provinzhauptstadt Khon Kaen: drei Gebäude aus Ziegelstein auf einem gemeinsamen Laterit-Fundament mit verschieden gestalteten Türstürzen aus Sandstein. Das Ensemble ist umgeben von einem Wassergraben.[3]

## Verwaltungseinheiten

### Provinzverwaltung
Der Landkreis Pueai Noi ist in vier Tambon („Unterbezirke“ oder „Gemeinden“) eingeteilt, die sich weiter in 32 Muban („Dörfer“) unterteilen.
| Nr. | Name       | Thai    | Muban | Einw. |
| --- | ---------- | ------- | ----- | ----- |
| 1.  | Pueai Noi  | เปือยน้อย | 07    | 4.422 |
| 2.  | Wang Muang | วังม่วง   | 08    | 6.391 |
| 3.  | Kham Pom   | ขามป้อม  | 10    | 5.519 |
| 4.  | Sa Kaeo    | สระแก้ว  | 07    | 3.649 |

### Lokalverwaltung
Es gibt zwei Kommunen mit „Kleinstadt“-Status (Thesaban Tambon) im Landkreis:
- Pueai Noi (Thai: เทศบาลตำบลเปือยน้อย), bestehend aus Teilen der Tambon Phueai Noi und Sa Kaeo,
- Sa Kaeo (Thai: เทศบาลตำบลสระแก้ว), ebenfalls bestehend aus Teilen der Tambon Phueai Noi und Sa Kaeo.

Außerdem gibt es zwei „Tambon-Verwaltungsorganisationen“ (องค์การบริหารส่วนตำบล – Tambon Administrative Organizations, TAO):
- Wang Muang (Thai: องค์การบริหารส่วนตำบลวังม่วง)
- Kham Pom (Thai: องค์การบริหารส่วนตำบลขามป้อม)